# Gossortouczastok (obwód kałuski)
Gossortouczastok (ros. Госсортоучасток) – wieś (sieło) w Rosji, w obwodzie kałuskim, w rejonie małojarosławieckim. W 2010 liczyła 141 mieszkańców.